# Solörtsläktet
Solörtsläktet (Silphium), eller solörter, är ett släkte i familjen korgblommiga växter. 
Släktet härstammar från Nordamerika och arterna är fleråriga örter som blir 20-250 centimeter höga eller mer. Stjälkarna är vanligen upprätta och förgrenade. Bladen finns samlade i en bladrosett, samt som stjälkblad, de är kransställda, motsatta eller strödda, med eller utan skaft. Blomkorgarna kommer i klase- eller knippeliknanade blomställningar. Blomkorgarna är klocklika till rundade, 1-3 cm i diameter. Holkfjällen sitter i 2-4 serier. Kantblommorna är få till många i 1-4 serier, fertila och honliga, gula eller vita. Diskblommor till över 200 stycken, hanliga, gula eller bruna.
I Flora of North America beskrivs 12 arter. Vissa auktoriteter delar in släktet i fler arter. I Catalogue of Life 2014 listas 15 arter. Typart för släktet är Silphium asteriscus.
Några arter odlas som trädgårdsväxter, till exempel kompassört och skålört.

## Arter
Lista över arter från Catalogue of Life 2014:
- Silphium albiflorum[3]
- Silphium asteriscus[3]
- Silphium brachiatum[3]
- Silphium compositum[3]
- Solört[5] (Silphium integrifolium)[3]
- Kompassört[1] (Silphium laciniatum)[3]
- Silphium laeve[3]
- Skäggsolört[6] (Silphium mohrii)[3]
- Skålört[1] (Silphium perfoliatum)[3]
- Silphium perplexum[3]
- Silphium radula[3]
- Spirsolört[7] (Silphium terebinthinaceum)[3]
- Silphium ternatum[3]
- Silphium trifoliatum[3]
- Silphium wasiotense[3]

## Bildgalleri

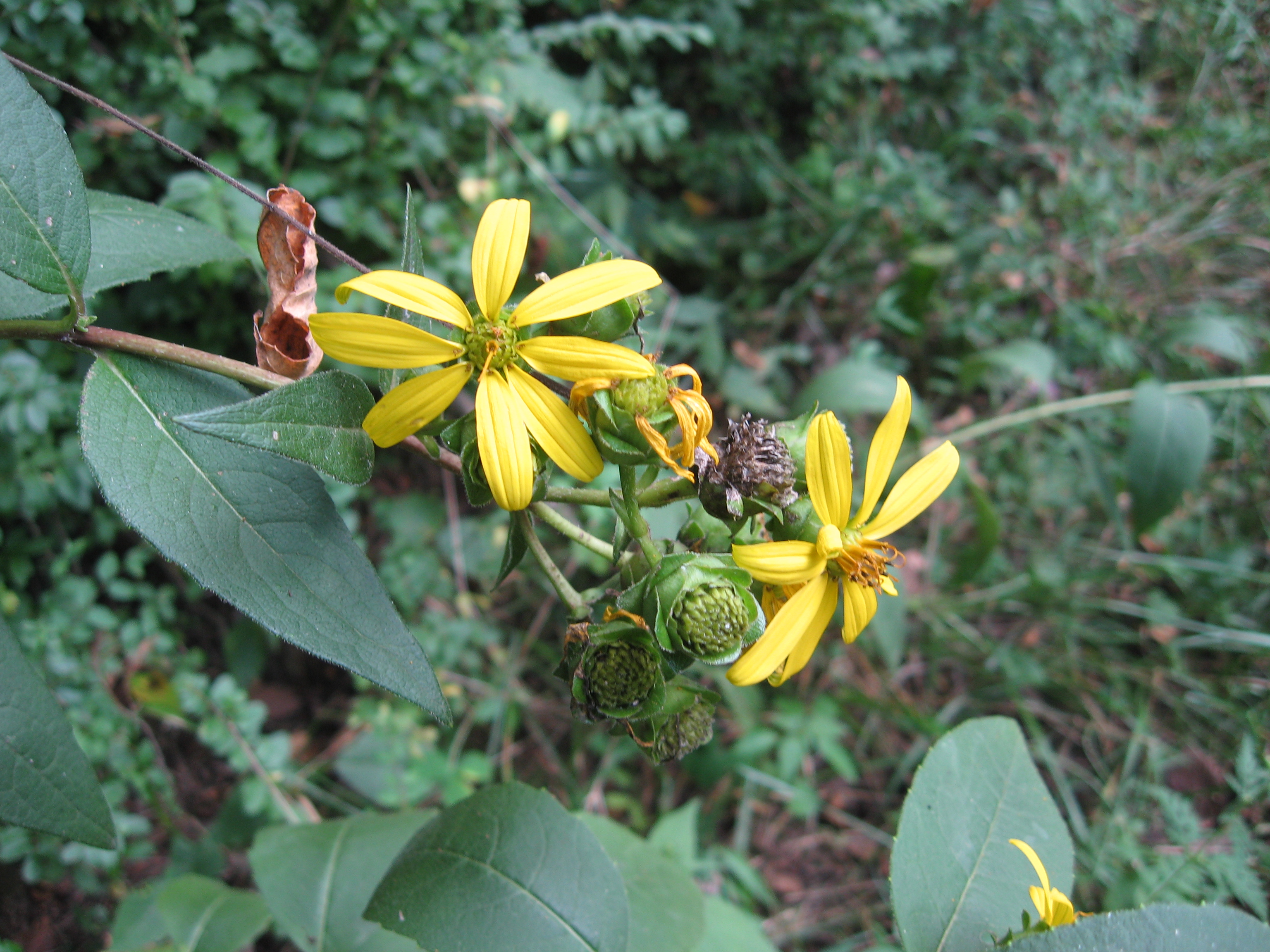
Silphium asteriscus
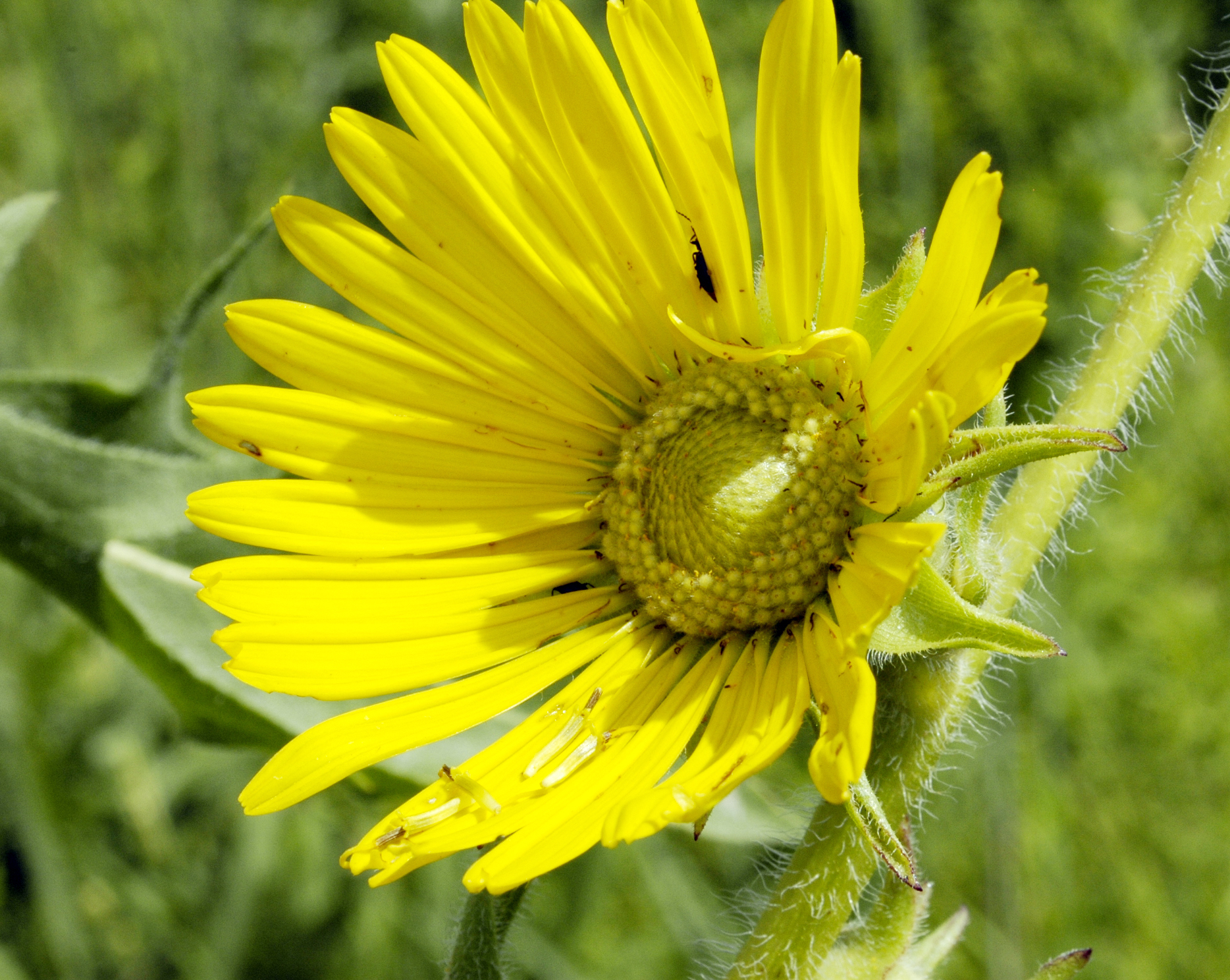
Silphium laciniatum
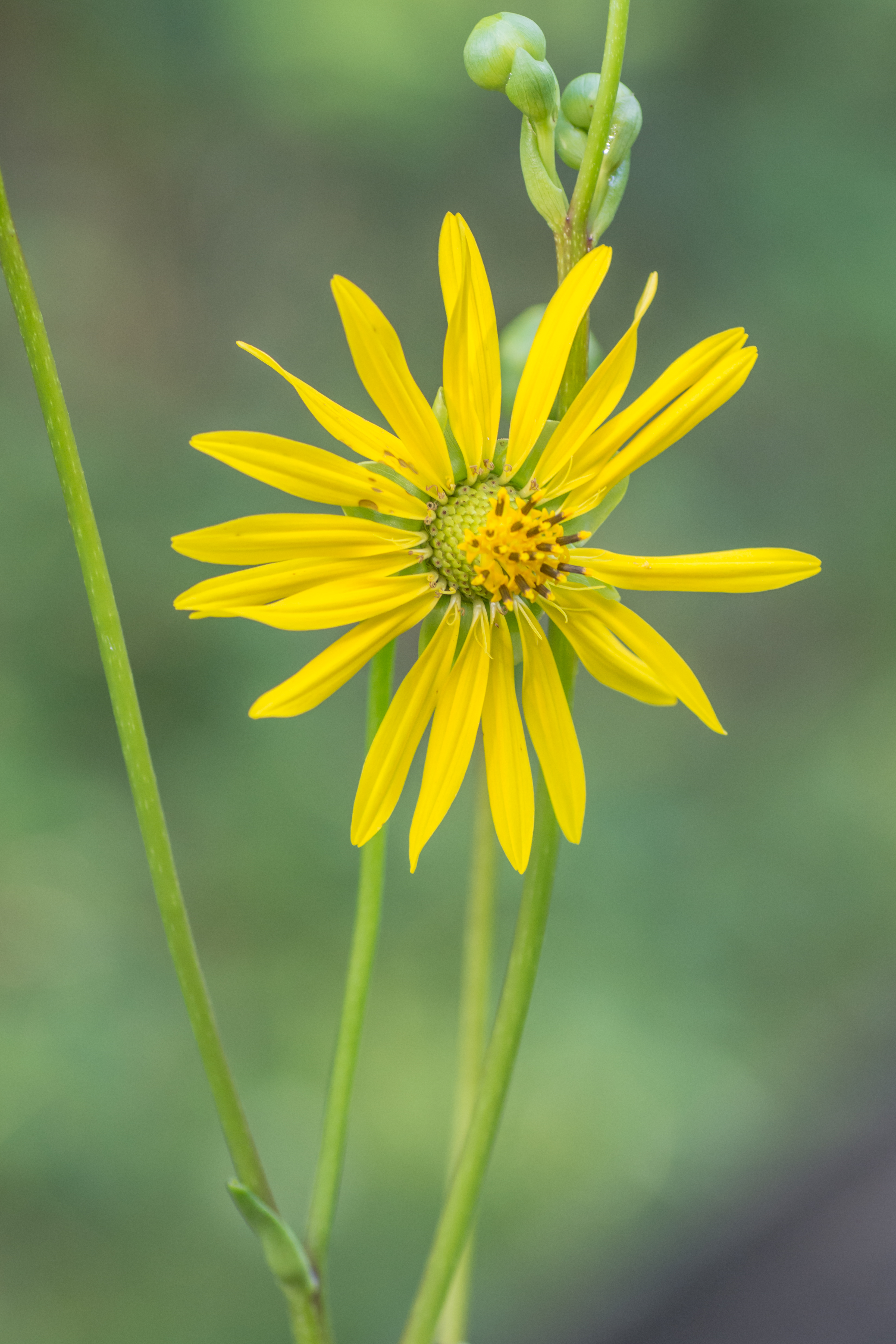
Silphium terebinthinaceum
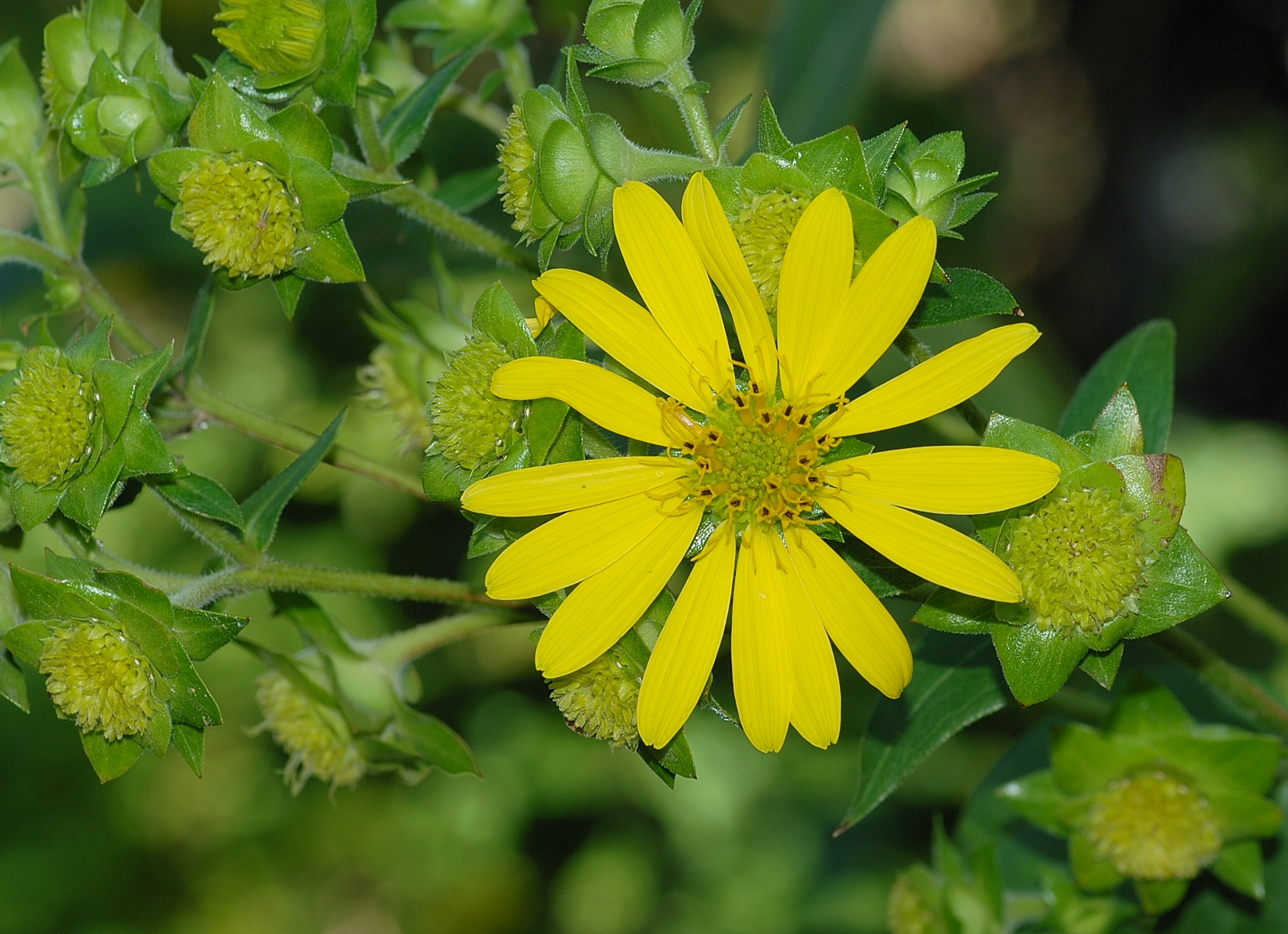
Silphium integrifolium var. asperrimum
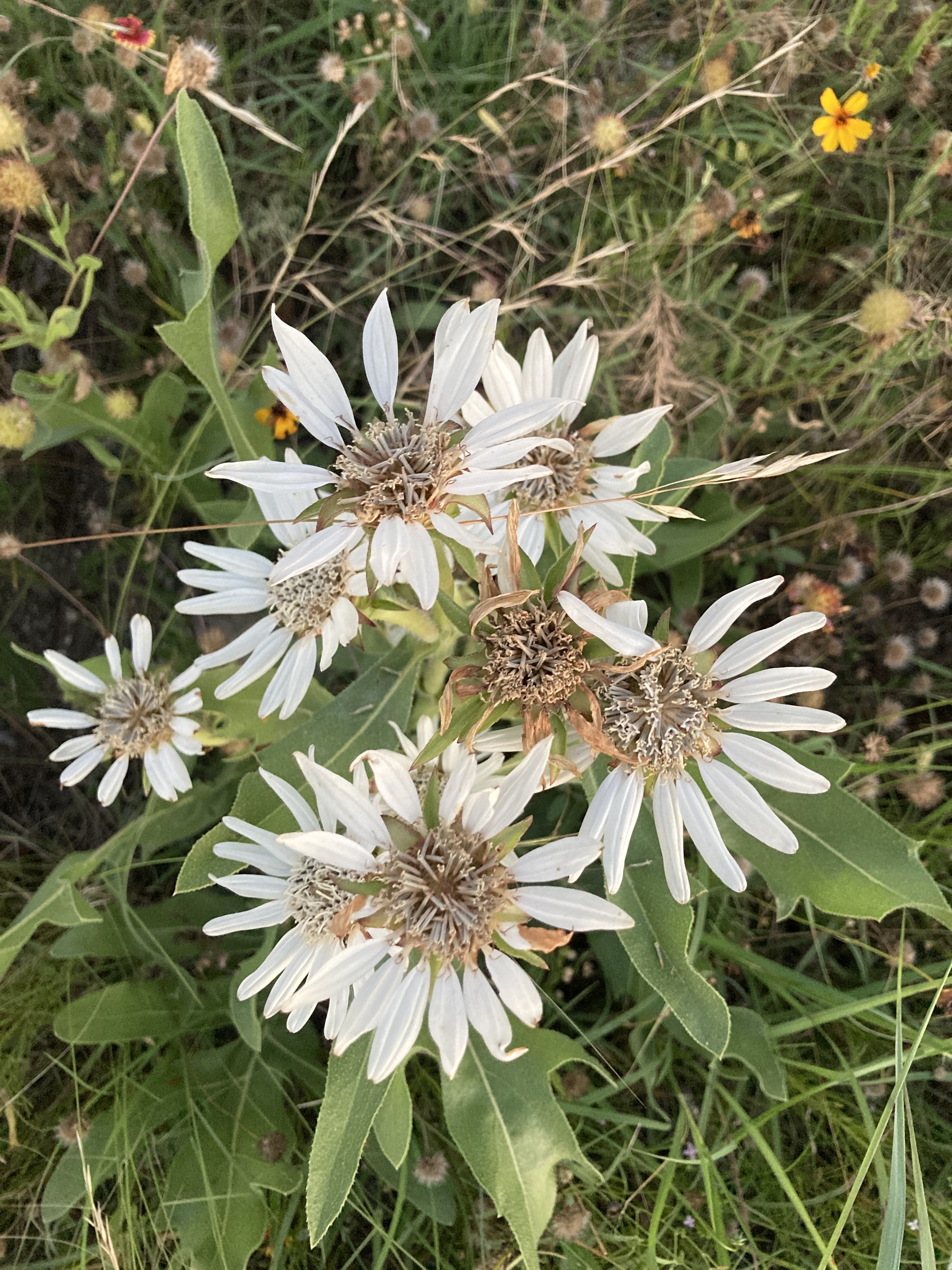
Silphium albiflorum